# Marina d'Or
Marina d'Or je kastelonské turistické centrum zvané také Ciudad de Vacaciones (česky Prázdninové město) v oblasti Oropesa del Mar a Cabanes. Jsou budovány hotely v různých stylech, restaurace, lázně, zábavná centra, golfový areál a služby.
Skupina Marina d'Or byla založena v roce 1983 a nyní zaměstnává více než 3000 lidí v mnoha státech světa. Její počiny, které přeměňují pobřeží v jeden velký zábavní park, jsou hodnoceny jako mimořádně agresivní a necitlivé k životnímu prostředí.